# 徐靜琪
徐靜琪（1944年—），京劇琴師，白登雲先生的弟子，台灣京劇旦行演員魏海敏的丈夫和台灣國立國光劇團的琴師。
1944年在中國上海出生，1960年移民英屬香港，后移民美國，1992年到台灣工作，直到現在。
2007年9月，他在張佳韻指揮國立台灣交響樂團的《京劇新韻》音樂會裡，以京劇胡琴（京胡）給魏海敏伴奏鍾耀光編曲配器的京劇唱段。
他做琴師的《芳華現》音樂專輯讓魏海敏得到2008年台灣行政院新聞局第19屆金曲獎最佳傳統音樂詮釋獎。